# Хенријета Лакс
Хенријета Лакс (рођена Лорета Плезант; 1. август 1920 – 4. октобар 1951) била је Афроамериканка чије су ћелије рака постале основа ХеЛа ћелијске линије, прве бесмртне људске ћелије и једне од најважнијих у медицинским истраживањима. Бесмртна ћелија је способна да се бесконачно умножава под одређеним условима, а ХеЛа ћелије се и данас користе као драгоцен извор података у медицини.
Лакс је несвесно постала извор ових ћелија након што је током лечења карцинома грлића материце 1951. године у Болници Џон Хопкинс у Балтимору, Мериленд, извршена биопсија тумора. Ћелије су затим култивисане од стране Џорџа Ота Геја, који је формирао ћелијску линију познату као ХеЛа, која се и данас користи у медицинским истраживањима.
У складу са тадашњом праксом, за култивисање ћелија добијених током лечења није била потребна сагласност пацијента. Нити Хенријета Лакс, нити њена породица, нису добили никакву накнаду за узимање или коришћење ХеЛа ћелија.
Иако су неки подаци о пореклу ХеЛа бесмртних ћелија били познати истраживачима након 1970. године, породица Лакс сазнала је за њихово постојање тек 1975. године. Како су информације о генетском пореклу ове ћелијске линије постале јавне, њена употреба у медицинским истраживањима и у комерцијалне сврхе наставила је да изазива забринутост у погледу права на приватност и права пацијената.

## Биографија

### Рани живот
Хенријета Лакс рођена је као Лорета Плезант 1. августа 1920. године у Роаноку, Вирџинија, од мајке Елизе Плезант (рођена Лакс) (1886–1924) и оца Џона „Џонија” Рендала Плезанта (1881–1969). Позната је по томе што је имала црне очи, број 6 ципеле и увек је носила црвени лак за нокте и уредно наборану сукњу. Породица није сигурна како је њено име променјено из Лорета у Хенријета, али су је прозвали Хени. Када је Лакс имала четири године, њена мајка је преминула рађајући десето дете 1924. године. Не способан да самостално брине о деци након смрти своје жене, Хенријетин отац је преместио породицу у Кловер, Вирџинија, где су деца била распоређена код родбине. Лакс је завршила код свог деде са мајчине стране, Томаса „Томија” Хенрија Лакса, у двоспратној колиби од дрвета која је некада била становиште робова на плантажи коју је поседовао Хенријетин бели прадеда. Делила је собу са својим деветогодишњим рођаком и будућим супругом, Дејвидом „Дејем” Лаксом (1915–2002).
Као и већина чланова њене породице који су живели у Кловеру, Лакс је од раног узраста радила као фармерка дувана. Хранила је животиње, бринула се о башти и радила на дуванским пољима. Походила је школу за црнце која се налазила 3 километра од колибе, све док није морала да је напусти да би помогла у подршци породици када је била у шестом разреду. Када је Лакс имала 14 година, родила је сина Лоренса Лакса (1935–2023). 1939. године родила је ћерку Елси Лакс (1939–1955). Оба детета су била плод њене везе са Дејем Лаксом. Елси је имала епилепсију и церебралну парализу, а у породици су је описивали као „различиту” или „глуву и нему”.

### Брак и породица
10. априла 1941. године, Дејвид „Деј” Лакс и Хенријета Лакс су се венчали у округу Халифакс, Вирџинија. Касније те године, њихов рођак Фред Гарет их је убедио да напусте дуванску фарму у Вирџинији и преселе се у Тарнер Стејшн, близу Дандока, Мериленд, у округу Балтимор, како би Деј радио у компанији у Спероус Поинту, Мериленд. Недуго након њиховог пресељења у Мериленд, Гарет је позван да учествује у Другом светском рату. Са уштедама које му је поклонио Гарет, Деј Лакс је био у могућности да купи кућу у Тарнер Стејшну. Тарнер Стејшн је, у то време, био једна од најстаријих и највећих афроамеричких заједница у округу Балтимор.
Док су живели у Мериленду, Хенријета и Деј Лакс су добили још троје деце: Дејвида „Сонија” Лакса Млађег (1947–2022), Дебору Лакс (касније познату као Дебора Лакс Пулум, 1949–2009) и Џозефа Лакса (касније познатог као Закарија Бари Абдул Рахман, након што је примио ислам, 1950–2020). Хенријета је родила своје последње дете у болници Џонс Хопкинс у Балтимору новембра 1950. године, четири и по месеца пре него што је дијагностикована са раком грлића материце. Закарија је веровао да је његово рођење било чудо, јер је „одбијао ћелије рака које су расле око њега”. Око истог времена, Елси је била смештена у Болницу за Афроамериканце, која је касније преименована у Центар болнице Краунсвил, где је преминула 1955. године у 15. години живота. Историчар Пол Лурц наводи да је могуће да је Елси била подвргнута пнеумоенцефалографији, процедури при којој је на пацијентовој глави направљен отвор како би се излила течност из мозга, која је потом замењена кисеоником или хелијумом како би се олакшало снимање мозга на рендгену.
И Лакс и њен муж су били католици.

### Болест

#### Дијагноза и лечење
Дана 29. јануара 1951. године, Хенријета Лакс је отишла у болницу Џонс Хопкинс, једину болницу у тој области која је лечила Афроамеричке пацијенте, јер је осећала „чвор” у материци. Раније је о овом „чвору” говорила својим рођацима, који су исправно претпоставили да је трудна. Међутим, након што је родила Џозефа, Лакс је имала озбиљно крварење. Њен лекар опште праксе, Вилијам Ц. Вејд, упутио ју је назад у болницу Џонс Хопкинс. Тамо је њен лекар, Хоуард В. Џонс, извршио биопсију масе пронађене на Лаксином грлићу материце ради лабораторијских испитивања. Ускоро након тога, Лакс је обавештена да има малигни епидермоидни карцином грлића материце. Године 1970. лекари су открили да је била погрешно дијагностикована и да је заправо имала аденокарцином. Ово је била честа грешка у то време, али лечење се не би разликовало.
Лакс је лечена радијумским цевним уметцима  и отпуштена је након неколико дана уз упутства да се врати на рендгенски третман као праћење. Током њених третмана, два узорка су узета са Лаксиног грлића материце без њеног знања или дозволе. Један узорак је био здраво ткиво, а други је био канцерозан. Ови узорци су дати Џорџу Оту Геју, лекару и истраживачу рака из болнице Џонс Хопкинс. Ћелије из канцерозног узорка су касније постале познате као ХеЛа имортализована ћелијска линија, која се данас често користи у савременом биомедицинском истраживању.

### Смрт и сахрана
Дана 8. августа 1951. године, Хенријета Лакс, која је имала 31 годину, отишла је у болницу Џонс Хопкинс на редовни третман и затражила да буде примљена због настављених јаких болова у стомаку. Примила је трансфузије крви и остала у болници до своје смрти 4. октобра 1951. године. Делимична обдукција је показала да се рак метастазирао на цело њено тело.
Хенријета Лакс је сахрањена у неозначеном гробу на породичном гробљу, у делу Кловера, Вирџинија, које се зове Лакстаун. Тачна локација њеног гроба није позната, али породица верује да се налази на неколико стопа од гроба њене мајке, који је деценијама био једини у породици који је био обележен надгробним спомеником. 2010. године, Роланд Патило, члан факултета Медицинске школе Морхаус који је радио са Џорџом Гејем и познавао породицу Лакс, донирао је надгробни споменик за Хенријету Лакс. Ово је подстакло њену породицу да сакупи новац за надгробни споменик за Елси Лакс. Надгробни споменик у облику књиге садржи епитаф који су написала Хенријетина унучад.

## Медицинска и научна истраживања
Џорџ Ото Геј, први истраживач који је проучавао Хенријетине ћелије оболеле од рака, приметио је да су ове ћелије неуобичајене јер су се размножавале веома брзо и могле су да се одрже у животу довољно дуго да омогуће детаљније испитивање. До тада, ћелије култивисане за лабораторијске студије преживљавале су само неколико дана, што није било довољно да се спроведе низ различитих тестова на истом узорку. Хенријетине ћелије су биле прве које су се могле делити више пута без умирања, због чега су постале познате као "бесмртне". Након Хенријетине смрти, Геј је замолио своју лабораторијску помоћницу, Мери Кубицек, да узме даље узорке ХеЛа ћелија док је тело Хенријете било у обдукцијској просторији у болници Џон Хопкинс. Геј је успео да започне линију ћелија из Хенријетиног узорка изолујући једну специфичну ћелију и више пута је делио, што је значило да се иста ћелија могла користити за бројне експерименте. Ове ћелије су постале познате као ХеЛа ћелије, јер је Гејов стандардни метод за обележавање узорака био коришћење прва два слова пацијентовог имена и презимена.
Способност брзе репродукције ХеЛа ћелија у лабораторијским условима довела је до многих важних научних открића у биомедицинским истраживањима. На пример, већ 1954. године, Џонас Солк је користио ХеЛа ћелије у свом истраживању за развој вакцине против полиоа. За тестирање своје нове вакцине, ћелије су масовно произведене у првој фабрици за производњу ћелија. Поред тога, Честер М. Саутам, водећи вирусолог, инјектирао је ХеЛа ћелије у пацијенте са раком, затвореницима и здравим појединцима, како би испитао да ли рак може бити пренет, као и да ли један може постати имун на рак развијањем стеченог имунитета.
ХеЛа ћелије су биле веома тражене и стављене су у масовну производњу. Послате су научницима широм света за "истраживања рака, сиде, ефеата радијације и токсичних супстанци, картографисање гена и у бројне друге научне сврхе". ХеЛа ћелије су биле прве људске ћелије које су успешно клониране 1955. године и од тада су коришћене за тестирање људске осетљивости на траку, лепак, козметику и многе друге производе. Постоји скоро 11.000 патената који укључују ХеЛа ћелије.
Почетком 1970-их година, велики део других култура ћелија био је контаминиран ХеЛа ћелијама. Као резултат тога, чланови породице Хенријете Лакс добијали су захтеве за узорке крви од истраживача који су желели да проуче генетику породице како би могли да разликују ХеЛа ћелије од осталих ћелијских линија.
Збуњени и забринути, неколико чланова породице почело је да се пита зашто добијају толико телефонских позива са захтевима за узорке крви. Године 1975, породица је случајно, током разговора на вечери, сазнала да се материјал пореклом од Хенријете Лакс и даље користи за медицинска истраживања. Пре овог открића, породица никада није разговарала о Хенријетиној болести и смрти међу собом.

### Питања сагласности и питања приватности
Ни Хенријета Лакс ни њена породица нису дали дозволу лекарима да узму њене ћелије. У то време, дозвола није била обавезна, нити се обично тражила. Ћелије су коришћене у медицинским истраживањима и за комерцијалне сврхе. Током 1980-их, породична медицинска документа била су објављена без њихове сагласности. Слично питање било је постављено у случају Moore v. Regents Универзитета Калифорније из 1990. године пред Врховним судом Калифорније, који је донео одлуку да одбачена ткива и ћелије нису власништво појединца и да се могу комерцијализовати.
У марту 2013. године, истраживачи су објавили ДНК секвенцу генома једне врсте ХеЛа ћелија. Породица Лакс је ово открила када их је ауторка Ребека Склут обавестила. Породица Лакс је имала примедбе на генетске информације које су биле доступне јавности. Џери Лакс Вај, унука Хенријете Лакс, изјавила је за The New York Times: „Највећа брига била је приватност. Шта ће све бити доступно о нашој баки, и које информације могу да добију из њеног секвенирања које ће открити ствари о њеној деци и унучадима?” Исте године, друга група која је радила на геному друге врсте ХеЛа ћелија уз подршку Националних института за здравље, поднела је рад за објављивање. У августу 2013. године, објављено је да је постигнут споразум између породице и Националних института за здравље који даје породици контролу над приступом секвенци ДНК из оба истраживања, уз обећање признања у научним радовима. Двоје чланова породице се придружло шесточланом комитету који регулише приступ подацима из секвенце.
У октобру 2021. године, имовина Хенријете Лакс је поднела тужбу против Thermo Fisher Scientific, тврдећи да је компанија остваривала профит од ХеЛа ћелијске линије без сагласности породице Лакс, захтевајући „пуни износ нето профита”. 31. јула 2023. године, Thermo Fisher Scientific је постигла споразум са породицом Лакс, али су услови били тајни.

## Препознавање
У 1996. години, Школа медицине на Морхаус одржала је своју прву годишњу конференцију HeLa Women's Health Conference. Конференција, коју је водио лекар Роланд Патило, организована је ради признавања Хенријете Лакс, њене ћелијске линије и „вредног доприноса који су Афроамериканци дали медицинским истраживањима и клиничкој пракси”. Градоначелник Атланте прогласио је дан прве конференције, 11. октобар 1996. године, за "Дан Хенријете Лакс".
Доприноси Лакс се и даље славе на годишњим догађајима у Тарнер Стејшну. На једном таквом догађају 1997. године, тадашњи амерички конгресмен из Мериленда, Роберт Ерлих, представио је резолуцију у Конгресу која је признала Лакс и њен допринос медицинској науци и истраживањима.
Године 2010, Институт за клиничка и транслациона истраживања на Универзитету Џонс Хопкинс основао је годишњу серију предавања под називом Henrietta Lacks Memorial Lecture Series, како би одали част Хенријети Лакс и глобалном утицају који су ХеЛа ћелије имале на медицину и истраживање.
У 2011. години, Универзитет Морган Стејт у Балтимору доделио је Хенријети Лакс постхумни почасни докторат из области јавне службе. Такође те године, Окружна школа Евергрин у Ванкуверу, Вашингтон, именовала је своју нову школу усмерену на медицинске каријере као Henrietta Lacks Health and Bioscience High School, чиме је постала прва организација која је јавно одала почаст Хенријети Лакс именовањем школе у њену част.
Године 2014, Лакс је уведена у Кућу славних за жене у Мериленду. У 2017. години, једна мања планета у главном појасу астероида добила је назив 359426 Lacks у њену част.
Године 2018, The New York Times објавио је закаснели некролог за Хенријету Лакс као део пројекта Overlooked. Такође те године, Национална галерија портрета и Национални музеј афроамеричке историје и културе заједно су најавили аквизицију портрета Лакс, који је насликао Кадир Нелсон.
6. октобра 2018. године, Универзитет Џонс Хопкинс најавио је планове да једну истраживачку зграду именује у част Хенријете Лакс. Најава је извршена на 9. годишњем предавању у част Хенријете Лакс у источном Балтимору, а присуствовали су јој председник Универзитета Џонс Хопкинс, Роналд Данијелс, и Пол Б. Ротман, извршни директор компаније Johns Hopkins Medicine и декан медицинског факултета Универзитета Џонс Хопкинс, уз присуство неколико потомака Хенријете Лакс. „Кроз свој живот и своје бесмртне ћелије, Хенријета Лакс је оставила неизмерив утицај на науку и медицину који је дотакао безброј живота широм света,” рекао је Данијелс. „Ова зграда ће представљати сведочанство о њеном трансформативном утицају на научна открића и етици која мора подупирати њену потрагу. Ми у Џонс Хопкинсу смо дубоко захвални породици Лакс на њиховом партнерству док настављамо да учимо од живота госпође Лакс и да одајемо почаст њеном трајном наслеђу. Зграда ће бити повезана са Deering Hall Института за биоетику и подржаће програме који побољшавају учешће и партнерство са члановима заједнице у истраживању које може служити заједници, као и проширити могућности за даље студије и промовисање истраживачке етике и ангажовања заједнице у истраживањима кроз проширење Института и његовог рада.”
У 2020. години, Хенријета Лакс је примљена у Националну женску кућу славних.
У 2021. години, Акт о унапређењу истраживања рака Хенријете Лакс из 2019. године постао је закон. Он прописује да Влада треба да спроведе студију о баријерама за учешће у клиничким испитивањима рака која су финансирана од стране савезне владе, а која су намењена популацијама које су недовољно представљене у оваквим испитивањима.
У октобру 2021. године, Универзитет у Бристолу открио је статуу Хенријете Лакс у Royal Fort House у овом граду. Скулптуру је израдила Хелен Вилсон-Ро, а ова статуа је била прва статуа црнкиње коју је израдила црнкиња за јавни простор у Уједињеном Краљевству.
13. октобра 2021. године, Светска здравствена организација доделила је награду Лоренсу Лакс, сину Хенријете Лакс, у знак признања за њен непознат допринос науци и медицини. Соумија Сваминатан, главни научник Светске здравствене организације, изјавила је: „Не могу да се сетим ниједне друге ћелијске линије или лабораторијског реагенса који је коришћен у овој мери и који је довео до толико много напредака.”
15. марта 2022. године, конгресмен Квеси Мфумеј поднео је законодавни предлог да се Хенријети Лакс постхумно додели Конгресно златно одликовање за њен изузетан допринос науци. Ово одликовање је једно од најпрестижнијих цивилних признања која додељује влада Сједињених Америчких Држава.
19. децембра 2022. године, најављено је да ће бити подигнута бронзана статуа која ће одају почаст Хенријети Лакс у Henrietta Lacks Plaza у Роаноку, Вирџинија, који је раније био назван Lee Plaza по генерал-мајору Конфедерације Роберту Е. Лију. Статуја Роберта Е. Лија је уклоњена са овог места након протеста који су уследили након убиства Џорџа Флојда. Статуја Хенријете Лакс откривена је 4. октобра 2023. године.
13. јуна 2023. године, чланови Одбора јавних школа округа Лаудоун одобрили су именовање нове школе у Хенријета Лакс основну школу у Алдију, Вирџинија. Школа служи више од 800 ученика од предшколског узраста до 2. разреда и отворена је у августу 2024. године.

### У популарној култури
Питање да ли је и како раса Хенријете Лакс утицала на њен третман, као и недостатак добијања пристанка и њена релативна непознатост, и даље остаје контроверзно. У медицинском свету, овај случај изазива биоетичке забринутости око информисаности при давању пристанка, приватности медицинских података, и комуникације са донаторима ткива и учесницима у истраживањима.
Повезаност ћелије ХеЛа са Хенријетом Лакс први пут је привукла јавну пажњу у марту 1976. године, када су у Detroit Free Press и Rolling Stone објављени чланци новинара Мајкла Родџерса, иако је Родџерс погрешно навео њено име као Хелен Лејн. 1998. године, Адам Кертис је режирао BBC документарни филм о Хенријети Лакс под називом The Way of All Flesh.
Ребека Склут документовала је опсежне историје и ХеЛа ћелијске линије и породице Лакс у два чланка објављена 2000. и 2001. године, као и у својој књизи из 2010. године The Immortal Life of Henrietta Lacks. Склутова је сарађивала са Дебором Лакс, која је била одлучна да сазна више о својој мајци, на књизи. Она је користила свој први чек од продаје књиге да оснује Фондацију Хенријете Лакс, која је обезбедила средства попут школских стипендија и медицинских процедура за породицу Лакс.
HBO је 2010. године најавио да ће Опра Винфри и Алан Бол развити филмски пројекат заснован на књизи Ребеке Склут, а 2016. године почело је снимање. Винфри је играла главну улогу као Дебора Лакс, ћерка Хенријете Лакс. Филм The Immortal Life of Henrietta Lacks премијерно је приказан 2017. године, а Рене Елиз Голдсбери је тумачила лик Хенријете Лакс. Синови Давид Лакс Млађи и Закарија Рахман и унука Џери Лакс били су консултанти на филму.
HBO је такође наручио уље на платну од Кадира Нелсона као портрет Хенријете Лакс. 2018. године, портрет су заједнички стекли Национални музеј афричке америчке историје и културе и Национална портрет галерија Смитсонијана. Позадина у портрету је састављена од „Цвета живота”, што алудира на бесмртност њених ћелија. Цвеће на њеној хаљини подсећа на слике структура ћелија, а два недостајућа дугмета на хаљини симболизују њене ћелије узете без дозволе.
NBC-јева серија „Ред и закон” емитовала је своју фикционализовану верзију приче о Лакс у епизоди из 2010. године Immortal, коју је часопис Slate описао као „шокантно сличну истинитој причи”, а музички састави Jello Biafra and the Guantanamo School of Medicine и Yeasayer објавили су песме о Хенријети Лакс и њеној заоставштини.
Чланови породице Лакс написали су своје сопствене приче по први пут 2013. године, када су најстарији син и његова супруга, Лоренс и Бобета Лакс, написали кратак дигитални мемоар под називом Hela Family Stories: Lawrence and Bobbette, са личним сведочењима о својим сећањима на Хенријету Лакс док је била жива и о њиховим напорима да спрече најмлађу децу да одрастају у небезбедним животним условима након њене смрти.
The HeLa Project, мултимедијална изложба која је одала почаст Хенријети Лакс, отворена је 2017. године у Балтимору, у Музеју афричке америчке историје и културе у Мериленду. Изложба је укључивала портрет Кадира Нелсона и поему Солa Вилијамса.
HeLa, драма коју је написала чикашки драмски писац Џеј Никол Брукс, наручена је 2016. године, а јавна читања представе одржана су 31. јула 2017. године. Представа је била постављена у центру Greenhouse Theater у Чикагу од 18. новембра до 23. децембра 2018. године. Драма користи животну причу Хенријете Лакс као полазну тачку за широку расправу о афрофутуризму, научном напредку и телесној аутономији.
У серији El Ministerio del Tiempo, бесмртност њених ћелија у лабораторији цитира се као претходница за карактер Артечеа чије су ћелије бесмртне.
У оригиналном Нетфликсовом филму Project Power (2020), случај Хенријете Лакс наводи један од негативних јунака као пример невољних испитивања која доводе до напретка за опште добро.
Албум Џеј Џеј Дума, Key to the Kuffs (2012) садржи песму Winter Blues која има стихове „Могли бисмо да живимо заувек као ћелије Хенријете Лакс”.
Yeasayer је написао песму о Хенријети Лакс под називом Henrietta за свој албум Fragrant World из 2012. године.
2020. године, драмски писац Сандра Ситон написала је монодраму под називом Call Me By My Name, која се фокусира на Хенријету Лакс. Ова представа је изведена од стране глумице Трејси Бонер на Фестивалу црначког позоришта у Атланти 2020. године, где Хенријета Лакс разматра свој живот и утицај који је имала на науку, на крају захтевајући да је људи „зову по мом имену” када се спомињу напреци могући захваљујући истраживању тумора који су окончали њен живот.